# آرناو تناس
آرناو تناس اورنیا (زادهٔ ۳۰ مهٔ ۲۰۰۱) یک فوتبالیست اسپانیایی است که به عنوان دروازه‌بان برای باشگاه فوتبال پاری سن-ژرمن فعالیت می‌کند.

## حرفه باشگاهی

### بارسلونا
تناس در سن ۳ سالگی به عنوان دروازه بان بازی کرد و از تیم محلی خود ویک ریپرایمر شروع کرد. او در سال ۲۰۱۰ به لاماسیا ملحق شد و در رده‌های نوجوانان آن‌ها کار کرد.
او اولین بازی خود را در تیم بزرگسالان بارسلونا بی در سگوندا دیویژن بی در پیروزی ۲-۱ مقابل تروئل در مارس ۲۰۱۹ انجام داد.او بلافاصله پس از شروع تمرینات با تیم بزرگسالان بارسلونا، و در اکتبر ۲۰۱۹ برای اولین بار در بازی لالیگا مقابل آلاوز نیمکت نشین شد.
در ۲۷ ژوئن ۲۰۲۰، تناس قرارداد خود را با بارسلونا تمدید کرد و او را تا ژوئن ۲۰۲۳ با بند آزادسازی ۱۰۰ میلیون یورو در باشگاه نگه داشت. او در فینال کوپا دل ری ۲۰۲۱ روی نیمکت بود و بارسلونا ۴–۰ اتلتیک بیلبائو را شکست داد.

### پاری سن ژرمن
تناس در ۳۰ ژوئیه ۲۰۲۳ قراردادی ۳ ساله با باشگاه پاری سن ژرمن امضا کرد. در ۳ دسامبر ۲۰۲۳، او اولین بازی خود را برای این باشگاه در پیروزی ۲-۰ خارج از خانه مقابل لو هاور انجام داد و پس از اخراج جانلوئیجی دوناروما یازده دقیقه بعد از بازی، به عنوان یار تعویضی وارد زمین شد. تناس در ادامه هفت سیو انجام داد که بیشترین تعداد سیو برای یک دروازه بان به عنوان بازیکن تعویضی در یک بازی لیگ ۱ از سال ۲۰۱۶ است. او به مناسبت اولین حضورش در مسابقات برتر به عنوان یک "قهرمان غیرمنتظره" مورد استقبال قرار گرفت.

## حرفه ملی
تناس یک ملی پوش جوانان برای اسپانیا است که نماینده تیم های زیر ۱۷، زیر ۱۸، زیر ۱۹ و زیر ۲۱ سال اسپانیا بوده است. او نماینده اسپانیا در مسابقات قهرمانی زیر ۱۹ سال اروپا ۲۰۱۹ بود و به آنها کمک کرد تا در این مسابقات قهرمان شوند. مرد مسابقه در نیمه نهایی، و به عنوان دروازه بان مسابقات انتخاب شد. در ۲۶ مارس ۲۰۲۲، تناس پس از اینکه رابرت سانچز به دلایل شخصی مجبور به ترک مسابقات شد، به تیم ملی اسپانیا دعوت شد.

## سبک بازی
تناس دروازه بان مطمئنی است که شجاعانه از دروازه خود محافظت می کند، دارای رفلکس های عالی و توانایی بازی با توپ است. او یک رهبر در زمین، و یک ارتباط قوی است که دائما نظرات خود را به هم تیمی هایش منتقل می کند.

## زندگی شخصی
تناس در خانواده ای فوتبالیست به دنیا آمد زیرا پدربزرگ و پدرش هر دو دروازه بان فوتبال بودند. برادر دوقلوی او، مارک نیز یک مهاجم فوتبال در حال حاضر در آلاوز بی است.

## آمار باشگاهی
| تیم          | فصل          | لیگ                | لیگ  | لیگ | جام حذفی | جام حذفی | اروپا | اروپا | سایر | سایر | مجموع | مجموع |
| تیم          | فصل          | رقابت              | بازی | گل  | بازی     | گل       | بازی  | گل    | بازی | گل   | بازی  | گل    |
| ------------ | ------------ | ------------------ | ---- | --- | -------- | -------- | ----- | ----- | ---- | ---- | ----- | ----- |
| بارسلونا بی  | ۲۰۱۹-۲۰۲۰    | سگوندا دیویسیون بی | ۱    | ۰   | —        | —        | —     | —     | —    | —    | ۱     | ۰     |
| بارسلونا بی  | ۲۰۲۰-۲۰۲۱    | سگوندا دیویسیون بی | ۹    | ۰   | —        | —        | —     | —     | —    | —    | ۹     | ۰     |
| بارسلونا بی  | ۲۰۲۱-۲۰۲۲    | پریمرا فدراسیون    | ۱۸   | ۰   | —        | —        | —     | —     | —    | —    | ۱۸    | ۰     |
| بارسلونا بی  | ۲۰۲۲-۲۰۲۳    | پریمرا فدراسیون    | ۲۹   | ۰   | —        | —        | —     | —     | —    | —    | ۲۹    | ۰     |
| بارسلونا بی  | مجموع باشگاه | مجموع باشگاه       | ۵۷   | ۰   | —        | —        | —     | —     | —    | —    | ۵۷    | ۰     |
| پاری سن ژرمن | ۲۰۲۳-۲۰۲۴    | لیگ ۱              | ۶    | ۰   | —        | —        | —     | —     | —    | —    | ۶     | ۰     |
| پاری سن ژرمن | مجموع باشگاه | مجموع باشگاه       | ۶    | ۰   | —        | —        | —     | —     | ۱    | —    | ۷     | ۰     |
| مجموع        | مجموع        | مجموع              | ۶۳   | ۰   | —        | —        | —     | —     | ۱    | —    | ۶۴    | ۰     |

## افتخارات

### پاری سن ژرمن
- لیگ ۱: لیگ ۱ ۲۰۲۴-۲۰۲۳
- سوپر جام فرانسه : ۲۴-۲۳
- جام حذفی فوتبال فرانسه : ۲۴-۲۳

### بارسلونا
- لالیگا: لالیگا ۲۰۲۲-۲۰۲۳
- سوپرکاپ اسپانیا: سوپرکاپ اسپانیا ۲۰۲۲-۲۰۲۳
- کوپا دل ری: کوپا دل ری ۲۰۲۰-۲۰۲۱

### زیر ۲۱ سال اسپانیا
- جام ملت‌های اروپا زیر ۲۱ سال:۲۰۲۳

### زیر ۱۸ سال اسپانیا
- جام ملت‌های اروپا زیر ۱۹ سال: ۲۰۱۹